# Fiáth Titanilla
Fiáth Titanilla (Szekszárd, 1977. július 21. –) börtönpszichológus, kulturális antropológus.

## Családja
A XV. századból eredeztethető báró Fiáth család sarja.[Forrás???] Testvére, Fiáth Marianna újságíróként (Nők Lapja Cafe) és szerkesztőként tevékenykedik.

## Életrajza
Az ELTE magyar, pszichológia és kulturális antropológia szakának elvégzését követően klinikai addiktológiai, illetve klinikai és mentálhigiéniai szakpszichológusi szakképesítést szerzett. 2004-ben a Baracskai Büntetésvégrehajtási Intézetben, majd 2007-től a Budapesti Fegyház és Börtönben dolgozik, mint pszichológus. 2013–2014 között egy éven át az Amerikai Egyesült Államokban egy maximális biztonságú börtönben illetve egy, a szexuális bűnelkövetőkkel foglalkozó büntetés-végrehajtási intézetben folytatott kutatásokat. 
2016-ban szerzett doktori fokozatot amerikai terápiás börtönközösségekben végzett terepmunkája alapján írott disszertációjáért. Elsősorban a zárt intézetek szimbólumrendszereivel, illetve a különböző börtönközösségek struktúrájával és dinamikájával foglalkozik. A kulturális jelenségekkel foglalkozó tanulmányok mellett rendszeresen jelennek meg pszichológiai témájú írásai internetes honlapokon és magazinokban. Számos tanulmányát közölte a Börtönügyi Szemle. Novellái a Éjszakai állatkert (2005), valamint a Szomjas oázis (2007) című antológiákban jelentek meg.

## Zenei pályája
Mariannal 2002-2010 között a Ludditákban, egy magyar alternatív/freestyle hiphop duóban, majd 2015 óta a 2014-ben megalakult PinUps nevű feminista punk-rock csajbandában szövegelnek.

## Művei
- A Hová tűnt a nyugalom? – Félelem, szorongás, pánik című könyvet Heller Ágnessal, Popper Péterrel és Réz Andrással írta. Saxum Kiadó, 2008.
- A Börtönkönyv – Kulturális antropológia a rácsok mögött című könyvében a Budapesti Fegyház és Börtönben szerzett tapasztalatait és megfigyeléseit írja le. Háttér Kiadó, 2012.